# القاعده بني جيش (كحلان الشرف)

تعديل مصدري - تعديل

القاعدة بني جيش هي إحدى قرى عزلة افصر بمديرية كحلان الشرف التابعة لمحافظة حجة، بلغ تعداد سكانها 572 نسمة حسب تعداد اليمن لعام 2004.